# Mühledorf BE
| BE ist das Kürzel für den Kanton Bern in der Schweiz. Es wird verwendet, um Verwechslungen mit anderen Einträgen des Namens Mühledorf zu vermeiden. |

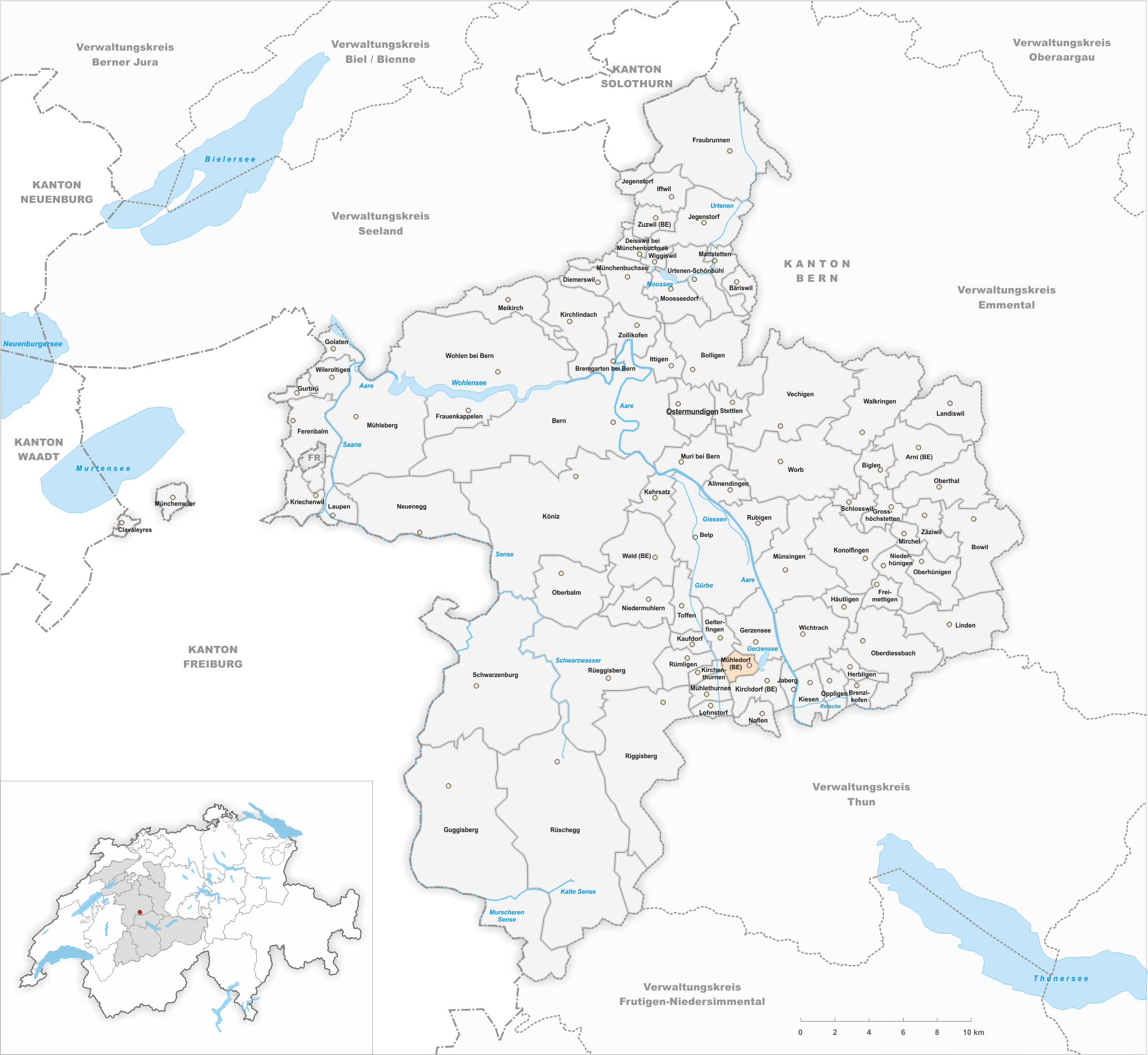
Gemeindestand vor der Fusion am 1. Januar 2018

Mühledorf ist ein Ort in der politischen Gemeinde Kirchdorf im Verwaltungskreis Bern-Mittelland des Kantons Bern in der Schweiz. Bis zum 31. Dezember 2017 war Mühledorf eine eigene politische Gemeinde. Am 1. Januar 2018 fusionierte diese mit den Gemeinden Gelterfingen und Noflen zur neuen Gemeinde Kirchdorf.

## Geographie
Mühledorf liegt auf 605 m ü. M., elf Kilometer nordwestlich der Stadt Thun (Luftlinie). Das Bauerndorf erstreckt sich auf dem südlichen Ausläufer des Belpberges zwischen den Talebenen der Gürbe im Westen und der Aare im Osten, westlich des Gerzensees.
Die Fläche des 2,3 km² grossen Gebiets der ehemaligen Gemeinde umfasst einen Abschnitt der breiten Aaresenke zwischen Bern und Thun. Der östliche Teil liegt auf der gewellten Hochfläche des südlichen Belpberges, welche durch den eiszeitlichen Aargletscher überformt wurde. Ganz im Osten reicht das Gebiet bis an das Ufer des Gerzensees. Mit 630 m ü. M. wird auf der Höhe gegen die Gemeinde Gerzensee die höchste Erhebung von Mühledorf erreicht. Nach Westen erstreckt sich Mühledorf in die landwirtschaftlich intensiv genutzte Gürbetalebene und reicht über die kanalisierte Müsche bis etwa in die Mitte der hier rund 1,5 km breiten Ebene. Von der Gemeindefläche entfielen 1997 7 % auf Siedlungen, 6 % auf Wald und Gehölze und 86 % auf Landwirtschaft; etwas weniger als 1 % war unproduktives Land.
Zur Gemeinde Mühledorf gehörten einige Hofgruppen und Einzelhöfe. Nachbargemeinden bzw. ‑orte von Mühledorf sind Gerzensee, Kirchdorf (Ortsteil), Mühlethurnen, Kirchenthurnen und Gelterfingen.

## Bevölkerung
Mit 261 Einwohnern (Stand 31. Dezember 2017) gehörte Mühledorf zu den kleinen Gemeinden des Kantons Bern. Von den Bewohnern waren im Jahr 2000 97,3 % deutschsprachig, 1,1 % französischsprachig, und 1,1 % sprachen Rätoromanisch. Die Bevölkerungszahl von Mühledorf belief sich 1850 auf 277 Einwohner, 1900 auf 220 Einwohner. Im Verlauf des 20. Jahrhunderts nahm sie durch starke Abwanderung bis 1960 um weitere 40 % auf 137 Personen ab. Seither wurde wieder eine deutliche Bevölkerungszunahme verzeichnet.

## Politik
Die Stimmenanteile der Parteien anlässlich der Nationalratswahlen 2015 betrugen: SVP 44,9 %, BDP 19,0 %, SP 9,8 %, FDP 7,6 %, glp 4,1 %, GPS 3,8 %, EVP 3,4 %.

## Wirtschaft
Mühledorf war bis in die zweite Hälfte des 20. Jahrhunderts ein vorwiegend durch die Landwirtschaft geprägtes Dorf. Noch heute haben der Ackerbau und der Gemüsebau (insbesondere Kohlpflanzungen) im Gürbetal sowie die Milchwirtschaft und die Viehzucht einen wichtigen Stellenwert in der Erwerbsstruktur der Bevölkerung. Weitere Arbeitsplätze sind im lokalen Kleingewerbe und im Dienstleistungssektor vorhanden. In den letzten Jahrzehnten hat sich das Dorf dank seiner attraktiven Lage zu einer Wohngemeinde entwickelt. Viele Erwerbstätige sind deshalb Wegpendler, die hauptsächlich in den grösseren Ortschaften der Umgebung, in der Agglomeration Bern oder im Raum Thun arbeiten.

## Verkehr
Mühledorf ist verkehrstechnisch recht gut erschlossen, obwohl es abseits der grösseren Durchgangsstrassen an einer Verbindungsstrasse von Kirchenthurnen nach Kirchdorf liegt. Der nächste Anschluss an die Autobahn A6 (Bern–Thun) befindet sich rund 5 km vom Ortskern entfernt. Durch die Postautokurse, welche die Strecken von Kaufdorf nach Wichtrach und von Münsingen nach Kirchdorf bedienen, ist Mühledorf an das Netz des öffentlichen Verkehrs angebunden.

## Geschichte
Die erste urkundliche Erwähnung des Ortes erfolgte 1364 unter dem Namen Mulidorf. Im Mittelalter gehörte Mühledorf zunächst zum Gebiet der Herren von Kramburg, ab 1373 zum Besitz der Johanniterkommende in Münchenbuchsee. Nach der Reformation kam das Dorf unter die direkte Berner Herrschaft und war dem Landgericht Seftigen unterstellt. Die Niedere Gerichtsbarkeit lag zunächst bei Gelterfingen, wurde aber im 18. Jahrhundert nach Mühledorf transferiert (Vennergericht). Nach dem Zusammenbruch des Ancien Régime (1798) gehörte Mühledorf während der Helvetik zum Distrikt Seftigen und ab 1803 zum Oberamt Seftigen, das mit der neuen Kantonsverfassung von 1831 den Status eines Amtsbezirks erhielt.

## Sehenswürdigkeiten
Im Längmoos befindet sich ein dreigeschossiges Herrschaftshaus von 1795 mit Ründe in einer ausgedehnten Gartenanlage. Aus dem 16. Jahrhundert ist ein Speicher erhalten. Auch das eingeschossige Landhaus Fimelen (1923) im historisierenden Architekturstil steht in einem grossen Park. Mühledorf besitzt keine eigene Kirche, es gehört zur Pfarrei Kirchdorf.